# Дворянки
Дворянки (словац. Dvorianky, угор. Szécsudvar, у минулому Техна, Дворянка) — село в Словаччині в Требішовському окрузі Кошицького краю. Село розташоване на висоті 111 м над рівнем моря. Населення — 601 чол. Вперше згадується в 1245 році.

## Географія
Протікає Войчицький канал.

## Населення
| Рік:            | 1994. | 2004.   | 2014.   | 2024.   |
| --------------- | ----- | ------- | ------- | ------- |
| Кількість осіб: | 633   | 614     | 611     | 672     |
| Різниця:        |       | -3,00 % | -0,48 % | +9,98 % |

| Рік:            | 2023. | 2024.   |
| --------------- | ----- | ------- |
| Кількість осіб: | 664   | 672     |
| Різниця:        |       | +1,20 % |